# フォッケウルフ Ta154

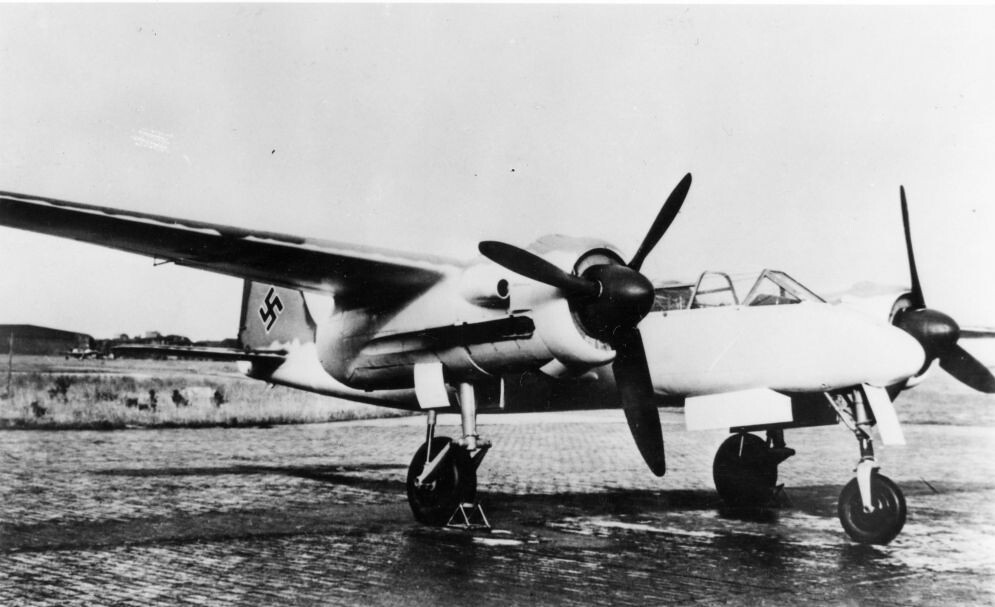
Focke-Wulf Ta 154

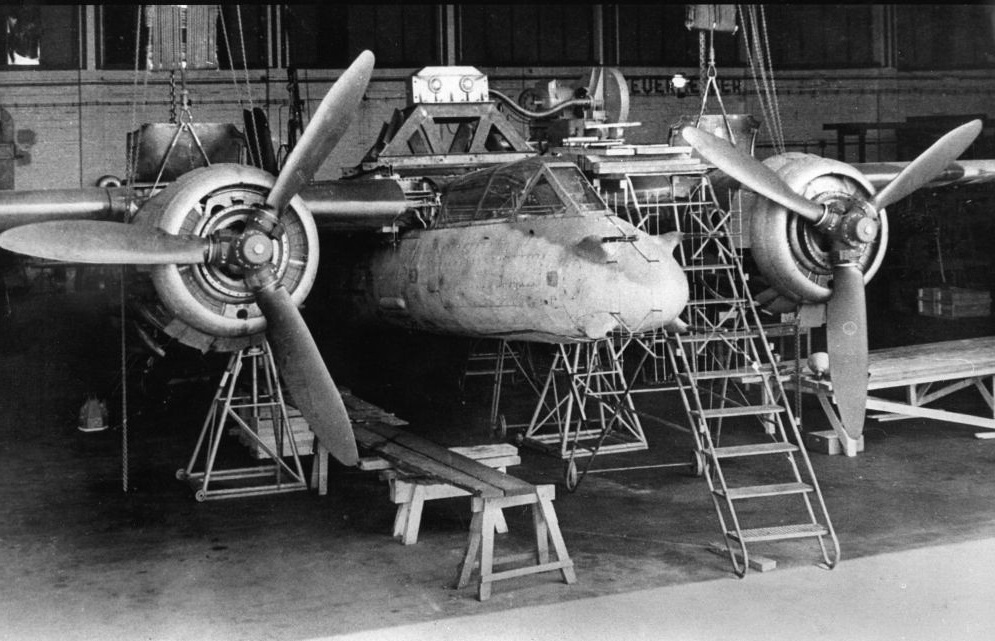
Focke-Wulf Ta 154 V2

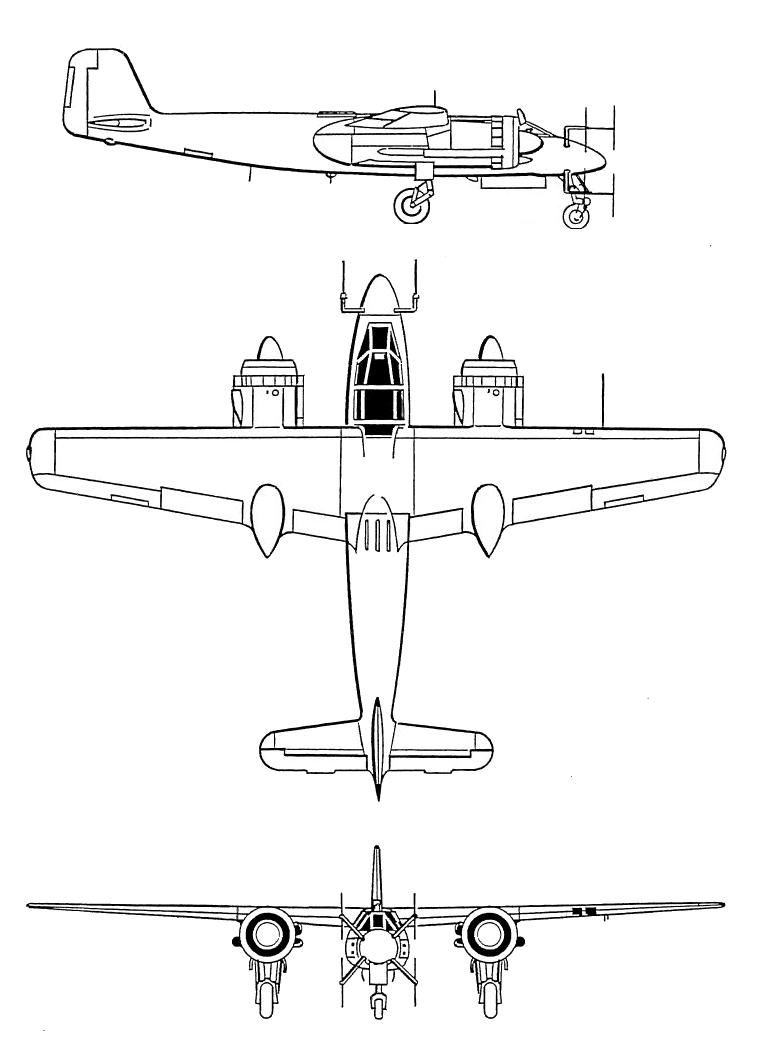
Ta-154の三面図

フォッケウルフ Ta 154 (Focke-Wulf Ta 154) は第二次世界大戦中にドイツで開発された双発プロペラの夜間戦闘機。英国機のデ・ハビランド モスキートに強く影響を受け、機体を構成する素材の約50 %が木製である。夜戦での有効性が確認された斜銃（シュレーゲムジーク）を胴体に装備し、連合軍爆撃機を防備の薄い斜め後ろ下方から攻撃し、撃墜することを狙っていた。大戦末期の連合国夜間爆撃の迎撃を担当するため量産が開始されたが、胴体を接着する接着剤の品質不良が仇となり墜落事故が発生したため開発中止となった。V,A,C各タイプがあるがジェーン年鑑によれば、Vは試作型（7機）・A-1とA-3は量産型で、前述の通り接着剤不良で20機あまりの生産に過ぎなかった。A-2は単座 A-4は斜砲装備の夜戦型。C型は30 mm砲6門の昼間戦闘機型であったというが、C型の完成は確認されていない。

## 概要
連合軍の夜間爆撃の激化に対抗するためドイツ航空省は、1942年8月に新型高性能夜間戦闘機の開発を航空機メーカー各社に指示した。仕様は、既存のエンジンを搭載した双発複座機で、戦略物資を極力使用せず、1年以内に試作機を飛行させるというものだった。フォッケ・ウルフ社のクルト・タンク技師は、木製の双発戦闘機の計画を提出し、これが航空省に採用されTa 154として試作命令が出された。試作第1号機は、1943年7月に初飛行した。
Ta 154は胴体、主翼など、機体の半分強が木製の双発機で、主翼は高翼式にして下方視界を確保していた。ユンカース Jumo 211液冷式エンジンを2基搭載し、降着装置は前輪式だった。武装は試作機では機関砲6門で、その内2門は胴体後方の斜銃（シュレーゲ・ムジーク）だったが、量産型では斜銃を装備しないものも多かった。構造的にはイギリスのデ・ハビランド モスキート戦闘爆撃機の影響を受けており、イギリス機に対抗して非公式にはモスキトー（Moskito）と呼ばれていた。
試作機は7機（5機説もある）生産され、テストと改修を続けた結果、1943年12月には250機の発注を受けた。先行生産型のA-0が約20機生産されたが、これは機首にテレフンケン製FuG 212レーダーを搭載した夜間戦闘機型だった。その後、昼間戦闘機型のA-1、A-2が少数生産されるが、1944年にもなると双発戦闘機が昼間に連合軍の戦闘機に対抗するのは困難だったため開発は打ち切られた。続いてより強力なレーダーを搭載したA-4が開発されるが、この頃には連合軍の爆撃により製造工場が大きな被害を受けていたため、生産は思うように進まなかった。また、木製部分の接着剤を製造していた工場が被災したため別種の接着剤を調達・使用したが、この代用接着剤の不良のため1944年6月に連続して墜落事故が発生してしまった。しかし、接着剤の改善の目処がたたなかったため、1944年8月に本機の開発は中止となった。開発中止までに生産されたのは、試作機も含めて約50機（30機程度という説もある）だった。

## 諸元
フォッケウルフ Ta 154A-1
- 種別 夜間戦闘機
- 乗員数 2名
- 全長 12.55m
- 全幅 16.30m
- 全高 3.60m
- 翼面積 32.40m2
- 自重 6,600kg

- 全備重量 9,950kg

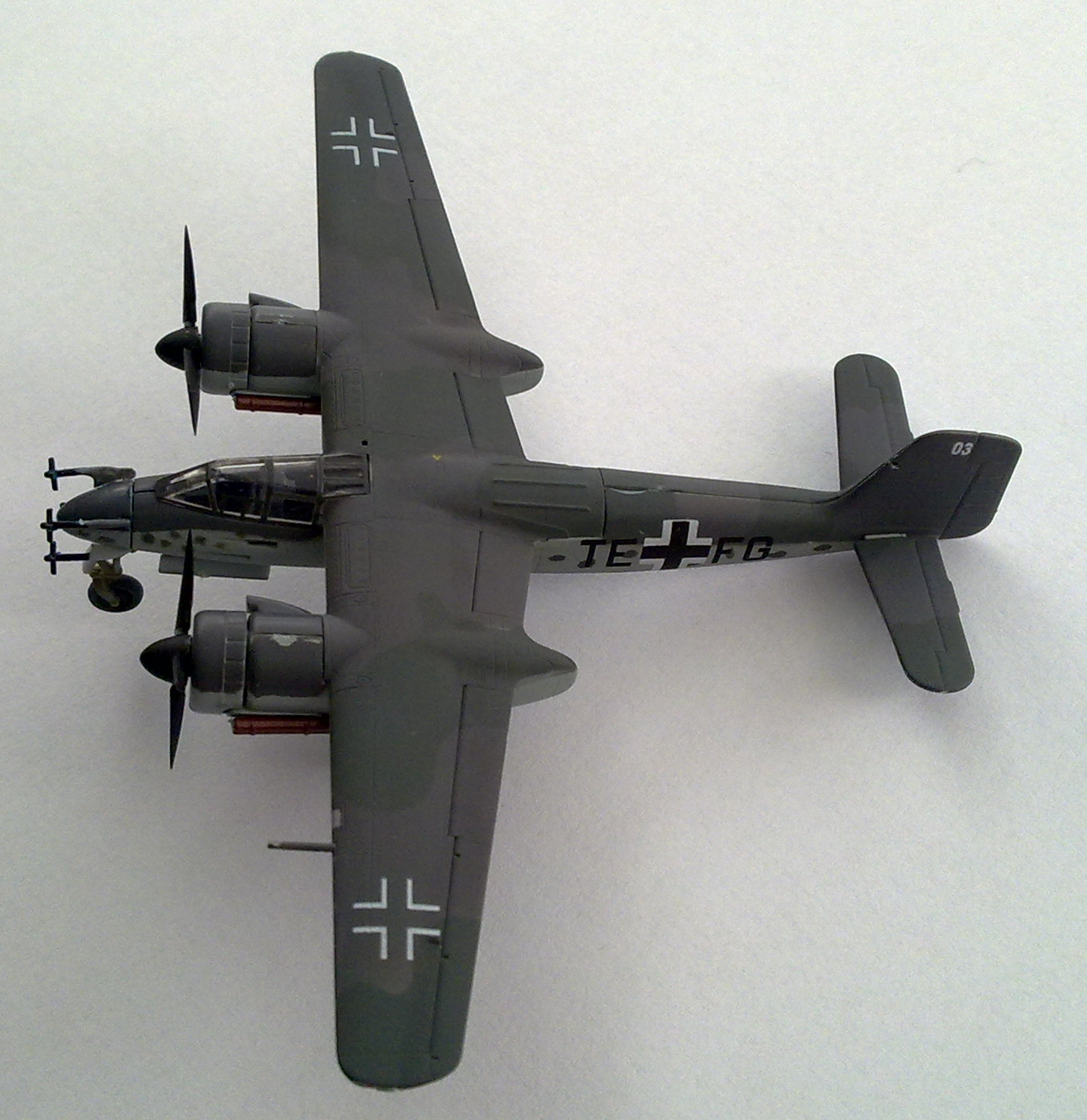
高翼、前脚形式、双発の本機は、操縦席とエンジンの位置関係から側方視界を得ることが難しかった

- エンジン Jumo 213E 液冷12気筒 1,750馬力×2基

スペック
最高速度 638km/h、上昇限度 10,740m
武装
MK 103 30mm機関砲×4（2門は仰角60度の斜め銃・A-4夜間型）、MG 151 20mm機関砲×2